# Stollen im Kaolinsteinbruch bei Altendorf
Stollen im Kaolinsteinbruch bei Altendorf este o arie protejată (arie specială de conservare — SAC, sit de importanță comunitară — SCI) din Germania întinsă pe o suprafață de 0,01 ha, integral pe uscat.

## Localizare
Centrul sitului Stollen im Kaolinsteinbruch bei Altendorf este situat la coordonatele 50°50′09″N 11°35′21″E / 50.8358°N 11.5892°E.

## Înființare
Situl Stollen im Kaolinsteinbruch bei Altendorf a fost declarat sit de importanță comunitară în iunie 2004 pentru a proteja 3 specii de animale. Situl a fost protejat și ca arie specială de conservare în iulie 2008.

## Biodiversitate
Situată în ecoregiunea continentală, aria protejată nu include niciun habitat protejat.
La baza desemnării sitului se află mai multe specii protejate de  mamifere (3): liliac cârn (Barbastella barbastellus), liliac comun (Myotis myotis), liliacul mic cu potcoavă (Rhinolophus hipposideros)
Pe lângă speciile protejate, pe teritoriul sitului au mai fost identificate 4 specii de mamifere.